# Karl Patterson Schmidt
Karl Patterson Schmidt (Lake Forest, 19 giugno 1890 – Chicago, 26 settembre 1957) è stato uno zoologo statunitense.

## Biografia
Era figlio di un insegnante di tedesco in un istituto di istruzione superiore di Lake Forest, nel quale effettuò lui stesso gli studi da giovane. La famiglia lasciò la città nel 1907 e si stabilì nel Wisconsin per avviare una fattoria. Il suo professore di biologia, James G. Needham, lo incoraggiò a riprendere gli studi. Questo avvenne nel 1913, e Schmidt si trasferì a Cornell in casa di Needham. Per quasi quattro anni, frequentò la Cornell University. Si orientò dapprima verso la geologia, ma scoprì l'erpetologia durante un tirocinio di quattro mesi che fece nel 1915 in Louisiana presso la Perdee Oil Company.
Nel 1916, su raccomandazione di Mary Cynthia Dickerson (1866-1923), ottenne un posto di assistente nel dipartimento di erpetologia dell'American Museum of Natural History. Lavorò in un primo momento su alcuni esemplari raccolti in una spedizione fatta in Congo. Nel 1922, divenne curatore del dipartimento di anfibi e rettili al Field Museum of Natural History di Chicago. Fu lui stesso a farne uno dei più famosi centri di ricerca in erpetologia del mondo. Condusse o partecipò a numerose spedizioni: a Santo Domingo (1916), a Porto Rico (1919), nell'Honduras (1923), in Brasile (1926) e nelle isole del Pacifico (1928-1929). Nel 1941, divenne capo curatore del Museo, carica che conservò fino al suo pensionamento nel 1955. Al quel punto, venne fatto curatore onorario. Morì nel 1957 dopo essere stato morso da un boomslang.
Fu autore di oltre 200 articoli o libri, alcuni dei quali destinati al grande pubblico. Anche se descrisse per la prima volta alcune specie, non effettuò grandi scoperte, ma ebbe un'influenza considerevole in campo erpetologico e riguardo l'orientamento di numerosi giovani. Consacrò le sue ultime ore di vita a condurre un esperimento scientifico sulla sua morte: dopo essere stato morso da un serpente boomslang, effettuò un accurato resoconto filmato degli effetti del veleno, fino alla sua morte, avvenuta 24 ore dopo il morso.
| Schmidt è l'abbreviazione standard utilizzata per le specie animali descritte da Karl Patterson Schmidt. Categoria:Taxa classificati da Karl Patterson Schmidt |

## Opere
- Homes and Habits of Wild Animals (1934).
- Our Friendly ANimals and Whence They Came (1938).
- Field Book of Snakes of the United States and Canada, con Delbert Dwight Davis (1908-1965).
- Principles of Animall Ecology, con Warder Clyde Allee (1885-1955) e Alfred Edwards Emerson (1896-1976) (1949).
- A Check List of North American Amphibians and Reptiles (1953).
- Living Reptiles of the World, con Robert Frederick Inger (1920-2019) (1957).